# Liste der Monuments historiques in Persac
Die Liste der Monuments historiques in Persac führt die Monuments historiques in der französischen Gemeinde Persac auf.

## Liste der Bauwerke
| Bezeichnung                  | Beschreibung                       | Standort | Kennzeichnung | Schutzstatus | Datum | Bild |
| ---------------------------- | ---------------------------------- | -------- | ------------- | ------------ | ----- | ---- |
| Kirche St-Gervais-St-Protais | Erbaut 1315                        | (Lage)   | PA00105578    | Inscrit      | 1935  |      |
| Château de la Mothe          | Schloss, erbaut im 16. Jahrhundert | (Lage)   | PA00105577    | Inscrit      | 1984  |      |

## Liste der Objekte
- Monuments historiques (Objekte) in Persac in der Base Palissy des französischen Kultusministeriums